# This is how I disappear
«This is how I disappear» es la tercera pista en el álbum The Black Parade de My Chemical Romance, del año 2006. En muchos conciertos es la canción de apertura.

## Historia del Paciente
Es la canción en la que el Paciente empieza a caer en una depresión donde él no se explica cómo es que sucedió ("To un-explain the unforgivable") y donde demuestra la gran soledad que le abarca y sabe que no tendrá muchos que lo extrañen cuando muera ("And without you is how I disappear, and live my life alone forever now").

## Miscelánea
- En el juego Guitar hero II, en su versión para Xbox 360, se puede obtener “This is how I disappear” junto con “Teenagers” y “Famous last words” por cierta cantidad de puntos.